# Kissil-Derévnia
Kissil-Derévnia (en rus: Кысыл-Деревня) és un poble de la república de Sakhà, a Rússia, que el 2018 tenia 258 habitants, pertany al districte de Namtsi.